# Film in 1998
Dit artikel gaat over de film in het jaar 1998.

## Succesvolste films
De tien films uit 1998 die het meest opbrachten.
| Rang | Titel                        | Distributeur                             | Opbrengst wereldwijd |
| ---- | ---------------------------- | ---------------------------------------- | -------------------- |
| 1    | Armageddon                   | Touchstone Pictures                      | $ 555.709.788        |
| 2    | Saving Private Ryan          | DreamWorks Pictures / Paramount Pictures | $ 481.840.909        |
| 3    | Godzilla                     | TriStar Pictures                         | $ 379.014.294        |
| 4    | There's Something About Mary | 20th Century Fox                         | $ 369.884.651        |
| 5    | A Bugs Life                  | Walt Disney Pictures                     | $ 363.398.565        |
| 6    | Deep Impact                  | DreamWorks Pictures / Paramount Pictures | $ 349.464.664        |
| 7    | Mulan                        | Walt Disney Pictures                     | $ 304.320.254        |
| 8    | Dr. Dolittle                 | 20th Century Fox                         | $ 294.456,605        |
| 9    | Shakespeare in Love          | Miramax / Universal Pictures             | $ 289.317.794        |
| 10   | Lethal Weapon 4              | Warner Bros.                             | $ 285.444.603        |

## Bestbezochte films in Nederland
- 1 Titanic ca.3.424.000 bezoekers
- 2 Armageddon ca.747.000 bezoekers
- 3 Saving Private Ryan ca.726.000 bezoekers
- 4 Seven Years in Tibet ca.555.000 bezoekers
- 5 Flubber ca.537.000 bezoekers
- 6 Deep Impact ca.527.000 bezoekers
- 7 Tomorrow Never Dies ca.521.000 bezoekers
- 8 Lethal Weapon 4 ca.508.000 bezoekers
- 9 Abeltje ca.497.000 bezoekers
- 10 Dr. Dolittle ca.483.000 bezoekers

## Prijzen
Academy Awards
- Beste film - Shakespeare in Love
- Beste acteur - Roberto Benigni (Life Is Beautiful)
- Beste actrice - Gwyneth Paltrow (Shakespeare in Love)
- Beste niet-Engelstalige film - Life Is Beautiful

Golden Globes
- Beste film - Saving Private Ryan

Gouden Leeuw
- Beste film - The Way We Laughed

Gouden Beer
- Beste film - Central do Brasil

Palm d'Or
- Beste film - Eternity and a Day

## Lijst van films
- Abeltje
- El abuelo
- Addams Family Reunion
- Affliction
- American History X
- Antz
- Armageddon
- The Avengers
- Babe: Pig in the City
- BASEketball
- The Big Hit
- The Big Lebowski
- Black Cat, White Cat (aka Crna mačka, beli mačor)
- Blade
- Blues Brothers 2000
- Buffalo '66
- A Bug's Life
- Bulworth
- Central do Brasil
- City of Angels
- Deep Impact
- Dr. Dolittle
- Der Eisbär
- Elizabeth
- Enemy of the State
- Ever After
- Everest
- Fear and Loathing in Las Vegas
- Festen
- Following
- Fucking Åmål
- Godzilla
- Halloween H20: 20 Years Later
- Happiness
- Hard Rain
- Hilary and Jackie
- Hope Floats
- The Horse Whisperer
- I Still Know What You Did Last Summer
- Idioterne
- The Jew in the Lotus
- Kirikou en de Heks
- Kleine Teun
- The Last Days
- Left Luggage
- La leggenda del pianista sull'oceano (aka The Legend of 1900)
- Lethal Weapon 4
- The Lion King II: Simba's trots
- Lock, Stock and Two Smoking Barrels
- Lola rennt
- Lost in Space
- Mafia!
- The Man in the Iron Mask
- The Mask of Zorro
- Meet Joe Black
- Mercury Rising
- Les Misérables
- Mulan
- The Negotiator
- Out of Sight
- The Parent Trap
- Patch Adams
- A Perfect Murder
- Pi
- Pleasantville
- De Poolse bruid
- Practical Magic
- Primary Colors
- The Prince of Egypt
- Quest for Camelot
- Return to Paradise
- Ronin
- The Rugrats Movie
- Rush Hour
- Rushmore
- Saving Private Ryan
- The Shadow Circus: The CIA in Tibet
- Shakespeare in Love
- Siberia
- The Siege
- Six Days Seven Nights
- Small Soldiers
- Snake Eyes
- Species II
- Sphere
- Star Trek: Insurrection
- Stepmom
- Tale of the Mummy
- Tango
- There's Something About Mary
- The Thin Red Line
- The Truman Show
- U.S. Marshals
- Velvet Goldmine
- Le Violon rouge
- The Waterboy
- The Wedding Singer
- What Dreams May Come
- Wild Things
- Windhorse
- With Friends Like These...
- The X-Files
- Xiu Xiu: The Sent Down Girl
- You've Got Mail

1870-1879 · 1880-1889 · 1890 · 1891 · 1892 · 1893 · 1894 · 1895 · 1896 · 1897 · 1898 · 1899 · 1900 · 1901 · 1902 · 1903 · 1904 · 1905 · 1906 · 1907 · 1908 · 1909 · 1910 · 1911 · 1912 · 1913 · 1914 · 1915 · 1916 · 1917 · 1918 · 1919 · 1920 · 1921 · 1922 · 1923 · 1924 · 1925 · 1926 · 1927 · 1928 · 1929 · 1930 · 1931 · 1932 · 1933 · 1934 · 1935 · 1936 · 1937 · 1938 · 1939 · 1940 · 1941 · 1942 · 1943 · 1944 · 1945 · 1946 · 1947 · 1948 · 1949 · 1950 · 1951 · 1952 · 1953 · 1954 · 1955 · 1956 · 1957 · 1958 · 1959 · 1960 · 1961 · 1962 · 1963 · 1964 · 1965 · 1966 · 1967 · 1968 · 1969 · 1970 · 1971 · 1972 · 1973 · 1974 · 1975 · 1976 · 1977 · 1978 · 1979 · 1980 · 1981 · 1982 · 1983 · 1984 · 1985 · 1986 · 1987 · 1988 · 1989 · 1990 · 1991 · 1992 · 1993 · 1994 · 1995 · 1996 · 1997 · 1998 · 1999 · 2000 · 2001 · 2002 · 2003 · 2004 · 2005 · 2006 · 2007 · 2008 · 2009 · 2010 · 2011 · 2012 · 2013 · 2014 · 2015 · 2016 · 2017 · 2018 · 2019 · 2020 · 2021 · 2022 · 2023 · 2024 · 2025